# Schwackenunatak
Schwackenunatak är en nunatak i Antarktis. Den ligger i Östantarktis. Nya Zeeland gör anspråk på området. Toppen på Schwackenunatak är 2 015 meter över havet.
Terrängen runt Schwackenunatak är lite kuperad. Trakten är obefolkad. Det finns inga samhällen i närheten.